# Hummingbird (film)
Hummingbird (udgivet i USA som Redemption) er en britisk actionfilm fra 2013, der er skrevet og instrueret af Steven Knight i sin debut. Den har Jason Statham som en problemfyldt, alkoholiseret krigsveteran, der bliver venner med en katolsk nonne, bliver involveret i organiseret kriminalitet og hævner sig på en mand, der tæver og dræber prostituerede.
Filmen modtog blandede anmeldelser, og den indspillede for $12,6 mio. mod et budget på $20 mio.

## Medvirkende
- Jason Statham som Joseph Smith / Joey Jones, en tidligere special forces-soldat
- Agata Buzek som Sister Cristina, en ung nonne
- Christian Brassington som Max Forrester
- Vicky McClure som Dawn
- Benedict Wong som Mr. Choy
- Ger Ryan som Mother Superior
- Victoria Bewick som Isabel
- Sang Lui som Tony
- Lillie Buttery som young Cristina
- Youssef Kerkour som Bouzanis
- Danny Webb som Damon Caulfield
- Dai Bradley som Billy
- Bruce Wang som Tim
- Siobhan Hewlett som Tracey
- Steven Beard som Karl

## Eksterne Henvisninger
- Hummingbird på Internet Movie Database (engelsk)
- Hummingbird på Filmdatabasen
- Hummingbird på Scope
- Hummingbird på AlloCiné (fransk)
- Hummingbird på MovieMeter (nederlandsk)
- Hummingbird på AllMovie (engelsk)
- Hummingbird på The Movie Database (engelsk)
- Hummingbird på Metacritic (engelsk)
- Hummingbird på Box Office Mojo (engelsk)
- Hummingbird på Filmaffinity (engelsk)